# Alba Patera

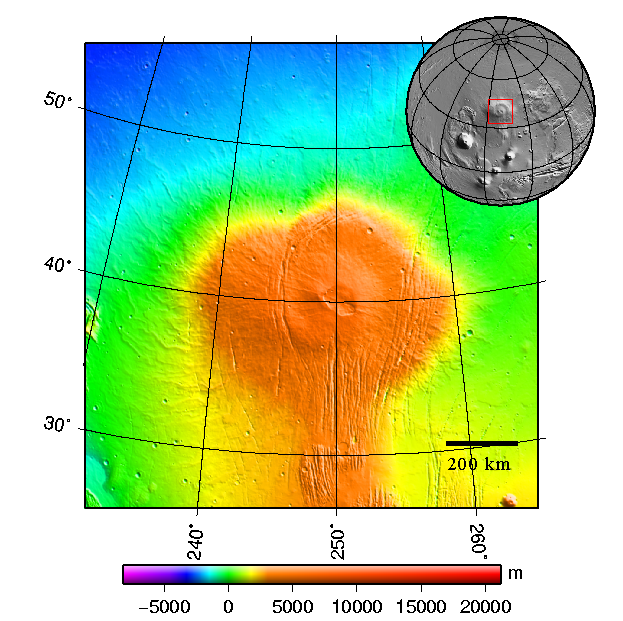
Alba Patera.

Alba Patera és una estructura volcànica única, localitzada al nord de la regió de Tharsis al planeta Mart. Es tracta d'un enorme volcà escut d'uns 1.600 km de diàmetre, però només uns 6 km d'altura al punt més alt. Alba Patera és el volcà més gran del sistema solar, en termes d'àrea i volum.